# 2台のピアノのための組曲 (ショスタコーヴィチ)
2台のピアノのための組曲 作品6は、ドミートリイ・ショスタコーヴィチが作曲した2台ピアノのための作品。同じジャンルの作品に、2台のピアノのための小協奏曲作品94も存在する。

## 概要
1922年2月4日に、ショスタコーヴィチの父ドミートリイ・ボレスラーヴォヴィチが46歳で急死した。このことを受けて家族はひどく悲しみ、また深刻な経済的困窮が一家にもたらした。15歳のショスタコーヴィチは、映画館でピアニストのアルバイトをして家計を助けたが、長女のマリーヤが音楽院を卒業して就職するまでこの状態が続き、またショスタコーヴィチの健康に問題があったため、非常に辛く厳しい時期だった（映画館でアルバイトをしていた時期にピアノ三重奏曲第1番が作曲された）。
この2台のピアノのための組曲は同年の3月頃に作曲され、父の思い出に捧げられた。初演は1925年3月20日に、モスクワ音楽院小ホールでショスタコーヴィチ自身とレフ・オボーリンによって行なわれた。

## 構成
以下の4曲からなり、ロシア風の甘美な抒情性に満ちており、感傷的で美しい作品となっている。形式の巧みな取り扱いと個性的なリズムの感覚にショスタコーヴィチの個性が強く表現されている。
- 第1曲 前奏曲
- 第2曲 幻想的舞曲
- 第3曲 夜想曲
- 第4曲 終曲